# Басейн Ірпеня
Басейн Ірпеня — водозбір річки Ірпінь, загальною площею 3 340 км². Поширюється на територію Житомирської та Київської областей України. Найбільші річки басейну — Буча, Калинівка, Нивка, Унава.
Тип живлення річок басейну — змішаний, льодостав розпочинається в грудні і триває до кінця березня. Середньорічна витрата води — 7,6 м3/с, об'єм водостоку — 0,24 км3, середня мінералізація води близько 200 мг/дм3.
З метою збільшення рільничих площ під вирощування овочів для Києва, після Другої світової війни, проведено меліоративне осушення заплав річок басейну. Річище Ірпеня, на відрізку 131 км, було випрямлене й перетворене на магістральний канал, збудованої у 1947—51 роках, Ірпінської осушувально-зволожувальної системи. На річках басейну споруджено невеликі осушувальні та осушувально-зрошувальні системи — Бучанська, Тарнівська, Шпитьківська та інші, воду використовують для технічних та сільськогосподарських потреб.